# Cyathea erinacea
Cyathea erinacea är en ormbunkeart som beskrevs av Gustav Hermann Karsten. Cyathea erinacea ingår i släktet Cyathea och familjen Cyatheaceae. Inga underarter finns listade.